# شيري هامبرو
شيري هامبرو (بالإنجليزية: Cherry Hambro)‏ هي عارضة وصحفية وممثلة بريطانية، ولدت في 4 ديسمبر 1933، وتوفيت في 27 مارس 2017.